# Ludovico Bidoglio
Ludovico Bidoglio (Buenos Aires, 5 de fevereiro de 1900 - 25 de dezembro de 1970) foi um futebolista argentino, medalhista olímpico.

## Carreira
Ludovico Bidoglio fez parte do elenco medalha de prata, nos Jogos Olímpicos de 1928.